# Lăng Khiêm Thọ
Lăng Khiêm Thọ (謙壽陵) là nơi chôn cất của Lệ Thiên Anh Hoàng hậu Võ Thị Duyên (1828–1902), chính thất của vua Tự Đức. Lăng nằm trong quần thể lăng Tự Đức (tức Khiêm lăng), nằm bên bên tả của lăng Tự Đức, đối diện qua hồ Lưu Khiêm, tọa lạc tại phường Thủy Xuân, quận Thuận Hóa, thành phố Huế.

## Lịch sử
Năm 1888, dưới thời Đồng Khánh, triều Nguyễn bắt đầu xây dựng lăng dành cho thái hậu Võ Thị Duyên trong khuôn viên Khiêm Lăng.
Năm Thành Thái thứ 14, ngày 27 tháng 4 (tức ngày 3 tháng 6 năm 1902 dương lịch), Thái hoàng thái hậu Võ Thị Duyên qua đời, thọ 75 tuổi. Tháng 5 (âm lịch), xây dựng sơn lăng. Tháng 6 ngày 4 (âm lịch), bà được truy phong thụy hiệu là Lệ thiên Phụ thánh Trang ý Thuận hiếu Cần thứ Ôn từ Hiền minh Tĩnh thọ Anh hoàng hậu.
Ngày 15 tháng 6 âm lịch (19 tháng 7 năm 1902), cử hành đại lễ Ninh lăng. Ngày Canh tý (ngày 12) vua đích thân suất lãnh quần thần tới án cúng làm lễ khải điện. Đến hôm ấy linh giá ra đi từ điện Ôn Khiêm, vua đi bộ theo. Đến giờ Mão an huyền cung ở núi bên trái Khiêm lăng, dâng tên là Khiêm Thọ lăng, đề thần vị ở trước thái điện tôn lăng, Lễ xong đặt thần vị ở điện Ôn Khiêm.

## Kiến trúc
Lăng có cấu trúc điển hình của các lăng mộ hoàng hậu nhà Nguyễn với bốn tầng sân tế, được dẫn lên bằng hệ thống bậc cấp. Trên sân tế có sẵn nền nhà và các lỗ cột để dựng nhà Hoàng ốc mối khi tế lễ. Ba tầng dưới là những khoảng sân rộng Tầng trên cùng là nơi đặt bửu phong (mộ phần), được bao bọc bởi hai lớp bửu thành, trước sau đều có bình phong che chắn. Vòng tường ngoài có trổ cổng. Tường thành ngoài 31,5 m x 21,3 m; tường thành trong 19 m x 14,55 m.
Bình phong trước của lăng Khiêm Thọ được trang trí ghép sành sứ hình chim phượng rất tinh xảo. Bửu phong xây bằng đá Thanh trên ba tầng nền, tương tự lăng vua, dài 2,96 m, rộng 1,58 m, cao 2,5 m.